# Melittia flaviventris
Melittia flaviventris is een vlinder uit de familie wespvlinders (Sesiidae), onderfamilie Sesiinae.
Melittia flaviventris is voor het eerst wetenschappelijk beschreven door Hampson in 1919. De soort komt voor in het Oriëntaals gebied.